# Jérémie Lefebvre
Pour les articles homonymes, voir Lefebvre.
Jérémie Lefebvre, né à Rouen le 29 juin 1972, est un écrivain, comédien et auteur-compositeur français.

## Biographie
Depuis 1992, il est l'un des comédiens de la compagnie théâtrale L'Exit, fondée par l'auteur dramatique et metteur en scène Alberto Lombardo. Il a notamment joué dans Longtemps nous nous sommes réveillés avec un mal de crâne, en 2000 et dans Faux Départs, en 2002. Il a aussi réalisé des courts-métrages d'animation et de fiction, comme L'Horreur, en 2001.
En décembre 1998, il a participé à la création du « syndicat virtuel » Ubi Free, qui protestait contre les méthodes de l'entreprise Ubi Soft, avant de s'inspirer de cette expérience réelle pour écrire La société de consolation, un roman sur sa génération au travail aux débuts de l'internet paru en 2000.
Jérémie Lefebvre est également auteur-compositeur de chansons.
En 2005, il réalise le premier album solo de la chanteuse Pascale Borel, Oserai-je t'aimer ?. Il a ensuite écrit le single J'ai un mari, interprété en duo par Pascale Borel et Valérie Lemercier.
En 2009, il compose la chanson Please, interprétée par Pascale Borel pour le film Fais-moi plaisir d'Emmanuel Mouret.
En 2011, son deuxième roman, Danse avec Jésus, paraît aux éditions Lunatique. En résidence d'auteur à Saint-Brieuc, il y anime des ateliers d'écriture auprès de collégiens et lycéens.'
En 2012, il réalise le deuxième album solo de Pascale Borel, Moyennement amoureuse.
En 2013, il est en résidence à la Villa Médicis, puis accueilli par les éditions Au Diable Vauvert.
En 2015, son troisième roman, Le Collège de Buchy, paraît aux éditions Lunatique,. Ce récit de harcèlement scolaire s'inspire de l'expérience vécue par l'auteur, qui a grandi à Blainville-Crevon (Seine-Maritime) et a été scolarisé à Buchy. La même année sort Par ailleurs, troisième album composé pour Pascale Borel.
En 2016, son roman Avril met en scène une révolution populaire contemporaine, inspirée de la Révolution française et de la Terreur : « une dictature anticapitaliste libérale conduisant à l'arrestation de la bourgeoisie et des hauts salaires par des représentants du peuple réunis en Convention nationale ». Sa sortie, au moment de l'essor du mouvement Nuit debout, trouve un écho avec l'actualité et est remarqué par la presse. Il est publié l'année suivante en Italie sous le titre Aprile (éditions Fandango Libri).

## Ouvrages
- La Société de consolation : chronique d'une génération ensorcelée, Paris, Éditions Sens & Tonka, 2000, 329 p.  (ISBN 2845340044)
- Une expérience de syndicalisme virtuel, in Françoise Duchesne et Michel Vakaloulis (dir.), Médias et luttes sociales, Paris, Éditions de l'Atelier, 2003, 175 p.  (ISBN 2708236539)
- Danse avec Jésus, Paris, Éditions Lunatique, 2011, 364 p.  (ISBN 979-1 0-90424-01-2)
- Le Collège de Buchy, Paris, Éditions Lunatique, 2015, 120 p.  (ISBN 979-1 0-90424-59-3)
- Avril, Paris, Éditions Buchet/Chastel, coll. « Qui Vive », 2016, 126 p.  (ISBN 978-2-283-02946-6)
- L'Italienne qui ne voulait pas fêter Noël, Paris, Éditions Buchet/Chastel, coll. « Qui Vive », 2019, 264 p.  (ISBN 978-2-283-03326-5)
- Léa V., Paris, Éditions Inculte, 2023, 87 p.  (ISBN 978-2-36084-209-4)